# Mantispa radiata
Mantispa radiata is een insect uit de familie van de Mantispidae, die tot de orde netvleugeligen (Neuroptera) behoort. 
Mantispa radiata is voor het eerst wetenschappelijk beschreven door Navás in 1914.